# Kevin Crossley-Holland
Kevin John William Crossley-Holland (født 7. februar 1941) er en engelsk oversætter, børnebogsforfatter og poet. Hans bedst kendte værk er Arthurtrilogien, der blev udgivet fra 2000 til 2003, som han modtog Guardian Prize og andre anerkendelser.
Crossley-Holland og hans kortroman Storm (1985) vandt den årlige Carnegie Medal fra Library Association, som anerkendte årets bedste børnebøger af britiske forfattere. Ved 70-års jubilæet for medaljen i 2007 blev bogen listet som en af de 10 bedste vindere.